# Alfred Heinrich
Alfred Karl Heinrich (Berlino, 21 febbraio 1906 – Berlino Ovest, 31 ottobre 1975) è stato un hockeista su ghiaccio tedesco.

## Palmarès

### Olimpiadi invernali
- Bronzo a Lake Placid 1932 nell'hockey su ghiaccio.